# Potzham
Potzham ist ein Gemeindeteil von Taufkirchen im oberbayerischen Landkreis München. 

## Geographie
Das Dorf liegt circa einen Kilometer südlich von Taufkirchen.

## Geschichte
Der Ort wird als „Potzheim“ zwischen 1042 und 1046 erstmals in den Traditionen des Klosters Tegernsee genannt, als die Edle Imma auf Todesfall den Besitz in Potzham übereignet, wofür sie auf Lebenszeit den dortigen Klosterhof erhält.